# Marlène Longange
Marlène Longange, de son nom complet Marleine Longange Asetu, née le 25 mai 1973 à Kisangani et morte le 10 août 2023 à Kintambo, est une actrice congolaise (RDC).

## Biographie
Marlène Longange naît le 25 mai 1971 à Kisangani.
Marlène Longange remporte l'Africa Movie Academy Award de la meilleure actrice dans un second rôle en 2011 pour son rôle de commandante dans Viva Riva !,.
Internée au Centre hospitalier Nganda à Kintambo depuis mi-juillet 2023 pour un cancer du sein et une embolie pulmonaire, elle décède le 10 août 2023 et est inhumée à la nécropole de la Nsele à Kinshasa le 6 septembre 2023.